# Galiteuthis
Galiteuthis is een geslacht van inktvissen uit de familie van de Cranchiidae.

## Soorten
- Galiteuthis armata Joubin, 1898
- Galiteuthis glacialis (Chun, 1906)
- Galiteuthis pacifica (Robson, 1948)
- Galiteuthis phyllura S. S. Berry, 1911
- Galiteuthis suhmii (Lankester, 1884)